# Polyptychoides cadioui
Polyptychoides cadioui là một loài bướm đêm thuộc họ Sphingidae. Nó được tìm thấy ở Tanzania và Kenya.